# Biberbach (Röhrmoos)
Biberbach ist ein Ortsteil der Gemeinde Röhrmoos im oberbayerischen Landkreis Dachau.

## Lage
Das Kirchdorf liegt etwa vier Kilometer nordöstlich von Röhrmoos auf freier Flur inmitten von Ackerflächen. Im Norden fließt der gleichnamige Bach Biberbach, ein Zufluss der Amper. Südöstlich liegt der 499 m ü. NHN liegende Schlachtberg.

## Geschichte

### Frühzeit
Der Besiedlung dieser Gegend durch die Bajuwaren im 6. und 7. Jahrhundert n. Chr. gingen römische Stützpunkte und noch früher keltische Ansiedlungen voraus. Ausgrabungen belegen eine Siedlung schon zur Hallstattzeit (800–475 v. Chr.). Südlich von Biberbach verlief eine Römerstraße. Nach Westen hin verlief sie in Richtung Riedenzhofen, Markt Indersdorf, Altomünster und von da zur großen Römerkolonie Augsburg, die die Römer Augusta Vindelicum nannten. Reste dieser Straße sind im Wald bei Markt Indersdorf auf mehreren hundert Metern Länge noch gut sichtbar.

### Mittelalter
Biberbach wurde um 740 erstmals als „Piparpah“ anlässlich eines Kirchenbaues durch Bischof Josef von Freising urkundlich erwähnt. Damit ist Biberbach einer der ältesten Orte der Region. Von einer dem hl. Martin geweihten Kirche wird schon aus der Mitte des 8. Jahrhunderts berichtet. Biberbach ist die am frühesten genannte Kirche im Dachauer Land. Im Mittelalter wechselten die Herrschaften mehrfach.

### Frühe Neuzeit
Im Dreißigjährigen Krieg wurde Biberbach stark in Mitleidenschaft gezogen, auch der Pest fielen einige Bewohner zum Opfer.

### 19. Jahrhundert
1818 entstand mit dem Zweiten Gemeindeedikt im Königreich Bayern die Landgemeinde Biberbach. 1836 vernichtete ein Großbrand 12 Wohnhäuser und 8 Scheunen und forderte drei Todesopfer. Von 1894 bis zur Schulreform 1985 gab es in Biberbach eine Schule.

### 20. Jahrhundert
Im Jahr 1945, am Ende des Zweiten Weltkrieges wurde der Ort beschossen, mehrere Anwesen und das Schulhaus brannten ab.
Bis zur Gebietsreform in Bayern war Biberbach eine eigenständige politische Gemeinde mit den Ortsteilen Milbertshofen und den drei Einöden Ober-, Mitter- und Unterwiedenhof. 1978 wurde die Gemeinde Biberbach aufgelöst, Biberbach schloss sich der Gemeinde Röhrmoos an, die nördlichen Ortsteile kamen zur Nachbargemeinde Vierkirchen.
Biberbach konnte seine überwiegend landwirtschaftlich geprägte Struktur erhalten. Allerdings mussten mehrere Landwirte durch den Preisverfall ihrer Produkte ihre Betriebe ganz oder teilweise aufgegeben. Ab der zweiten Hälfte des 20. Jahrhunderts kamen zum Kernort einige Siedlungsgebiete dazu.

### Einwohnerentwicklung
Ort ohne ehemalige Gemeindeteile:
| Jahr      | 1840 | 1871 | 1888 | 1900 | 1933 | 1946 | 1950 | 1970 | 1987 | 1997 | 2004 | 2016 |
| Einwohner | 267  | 309  | 350  | 460  | 258  | 355  | 387  | 360  | 355  | 473  | 530  | 558  |

## Baudenkmäler
- Am östlichen Ortsrand steht die Katholische Filialkirche St. Martin.

## Infrastruktur

### Verkehr
Biberbach liegt an der Kreisstraße DAH 4, die Biberbach im Norden mit Giebing verbindet und im Süden über Lotzbach mit Ampermoching. Sie wurde 2016 nach Süden hin ausgebaut und um einen Fuß- und Radweg ergänzt. Der alten Römerstraße ungefähr folgend, kreuzen sich in Biberbach, die von Osten aus Westerndorf und Oberndorf kommende Landstraße, mit einer nach Westen verlaufenden Straße Richtung Vierkirchen bzw. Röhrmoos.

### Wasserversorgung
Die zentrale Wasserversorgung erfolgt durch den Wasserzweckverband der Altogruppe. Biberbach ist kanalisiert und das Abwasser aus Biberbach wurde seit 2011 über Röhrmoos zur Kläranlage nach Dachau abgeleitet. Inzwischen verfügt Biberbach über eine eigene Kläranlage östlich des Ortes am Biberbach.

## Sport
In den letzten Jahren entstand eine Freizeitanlage mit Schlittenberg, eine Stockbahn sowie ein Fußballplatz am nordwestlichen Ortsrand.

## Vereine
Neben der Freiwilligen Feuerwehr, dem Krieger- und Soldatenverein, dem Schützenverein und dem Obst- und Gartenbauverein gibt es auch andere Vereine.